# NASA Space Science Data Coordinated Archive
El NASA Space Science Data Coordinated Archive, NSSDCA, anteriormente llamado National Space Science Data Center, NSSDC (en español: Centro Nacional de Datos de Ciencia Espacial) es un departamento de la NASA, concretamente de la División de Heliofísica. Fue creado para archivar datos científicos de las misiones espaciales de dicha agencia. El NSSDCA está ubicado en el Centro de Vuelo Espacial Goddard en Greenbelt, Maryland (Estados Unidos). El NSSDCA suministra acceso libre a los datos de la NASA tanto para la investigación como para el público en general. Los datos almacenados son tanto datos científicos sin procesar, así como imágenes. 

## Master Catalog
El NSSDCA mantiene la base de datos del International Designator para todos los artefactos lanzados al espacio y para todos los satélites en órbita a nivel mundial.
Esta información, junto con información adicional sobre cada uno de los satélites, está disponible en la base de datos de acceso público Master Catalog.